# Vilaterçana
Vilaterçana és una masia del municipi de Calders (Moianès) protegida com a bé cultural d'interès local. La masia és en un pla, a 678,1 metres d'altitud i pertany a la parròquia de Sant Vicenç de Calders. És a prop de l'extrem de llevant del terme, a prop del límit amb els termes municipals de Moià i de Monistrol de Calders. Queda 150 metres a ponent de la masia de la Grossa. El seu accés pel nord és per una pista rural en bon estat que arrenca cap al sud del punt quilomètric 21,7 de la carretera N-141c, just al sud-oest de l'Hostal de la Grossa. Aquesta pista rural mena a la Grossa en uns 975 metres. Des del sud s'hi pot accedir en uns 5,5 quilòmetres des de Monistrol de Calders per una pista rural en estat irregular que des de la Païssa remunta el Serrat de la Tirolena i mena a la masia de Vilaterçana. Des del sud-oest, la pista parteix del punt quilomètric 38 de la carretera B-124, des d'on, asfaltada, mena a la masia de Sant Amanç en 1 quilòmetre i mig; uns 100 metres abans d'arriba a Sant Amanç, surt una pista cap al nord-est que mena a Vilaterçana i la Grossa en 2,2 quilòmetres.

## Arquitectura

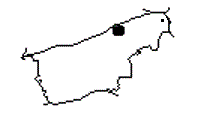
Situació de Vilaterçana respecte de Calders

El casal és d'una forma més o menys rectangular. L'edificació actual data de 1930-1960, però conservant les parets mestres d'una anterior masia. Els baixos estan adequats per l'habitatge (masoveria). L'entrada a les estances dels propietaris és per mitjà d'una gran escala exterior, de pedra. El segon pis és buit, però capacitat per l'habitatge. La construcció de la casa manté uns aires senyorials, que ja els tenia la primitiva casa (torrella defensiva a la façana SE i SW; escut amb el cap de tres àligues sobre la porta d'entrada...), i la mateixa construcció. Obertures força regulars. Construcció en pedra ben escairada; A dos aiguavessos amb el carener paral·lel a la façana.

## Història
El casal es va cremar a finals del segle xix, i va ser abandonat. El 1930 es començà a reconstruir les parets mestres conservant l'estructura exterior de l'anterior casa, excepte per la façana de ponent que es va aixecar de nou. Una altra modificació que va sofrir va ser l'aixecament d'un segon pis. El 1960 es fa l'estructura interna, i s'adossa al sector nord un cos rectangular d'una planta: graners als baixos i terrat al primer pis. A les arestes de les façanes SE i SW hi ha una garita de vigilància, circular, que ja hi era a l'antiga casa, ara convertida en balcó. Pel peu de la casa hi passava el camí ral cap a Monsitrol.